# Ruda Kościelna (gmina)
Ruda Kościelna – dawna gmina wiejska istniejąca w latach 1867–1954 na Kielecczyźnie. Siedzibą władz gminy była Ruda Kościelna, a następnie Boria (przejściowo jako Borja).
Gminę zbiorową Ruda Kościelna utworzono 13 stycznia 1867 w związku z reformą administracyjną Królestwa Polskiego. Gmina weszła w skład nowego powiatu opatowskiego w guberni radomskiej i liczyła 1835 mieszkańców.
W okresie międzywojennym gmina Ruda Kościelna należała do powiatu opatowskiego w woj. kieleckim. Po wojnie gmina zachowała przynależność administracyjną. Według stanu z dnia 1 lipca 1952 roku gmina składała się z 16 gromad: Boria, Czarna Glina, Dębowa Wola, Dębowa Wola-Las, Lemierze, Łysowody, Magonie, Maksymilianów, Podgórze, Podgrodzie, Ruda Kościelna, Rudka Bałtowska, Sarnówek, Stoki Duże, Stoki Stare i Wiktoryn.
Jednostka została zniesiona 29 września 1954 roku wraz z reformą wprowadzającą gromady w miejsce gmin. Po reaktywowaniu gmin z dniem 1 stycznia 1973 roku gminy Ruda Kościelna nie przywrócono, a jej dawny obszar wszedł głównie w skład gminy Ćmielów w tymże powiecie i województwie.